# Baons-le-Comte
Baons-le-Comte là một xã thuộc tỉnh Seine-Maritime trong vùng Normandie miền bắc nước Pháp.

### Huy hiệu
| Arms of Baons-le-Comte | The arms of Baons-le-Comte are blazoned: Per pale azure and vert, a balance argent and a (weaver's) shuttle bendwise sinister Or, and on a base gules fimbriated Or a jeweled county coronet proper. |

## Dân số
| Năm | 1962 | 1968 | 1975 | 1982 | 1990 | 1999 | 2006 |
| --- | ---- | ---- | ---- | ---- | ---- | ---- | ---- |
| Dân số | 225  | 247  | 289  | 303  | 340  | 359  | 345  |
| From the year 1962 on: No double counting—residents of multiple communes (e.g. students and military personnel) are counted only once. |      |      |      |      |      |      |      |